# جودی میکس
جودی میکس (انگلیسی: Jodie Meeks؛ زادهٔ ۲۱ اوت ۱۹۸۷) بازیکن بسکتبال اهل ایالات متحده آمریکا است.
از باشگاه‌هایی که در آن بازی کرده‌است می‌توان به تورنتو رپترز، میلواکی باکس، لس آنجلس لیکرز، بسکتبال مردان کنتاکی وایلدکتز، فیلادلفیا سونتی‌سیکسرز، و دیترویت پیستونز اشاره کرد.
وی در مسابقات کشوری و بین‌المللی در مجموع برندهٔ ۱ مدال برنز شده‌است.